# Songs from the Road
Songs from the Road je live album kanadskog pjevača Leonarda Cohena koji je 2010. objavila diskografska kuća Columbia Records. Album je snimljen između 2008. i 2010. godine i sadrži 12 skaldbi.

## Popis pjesama
| 1.    | »Lover, Lover, Lover« (s albuma New Skin for the Old Ceremony) | 7:42 |
| 2.    | »Bird On The Wire« (s albuma Songs from a Room)                | 6:07 |
| 3.    | »Chelsea Hotel #2« (s albuma New Skin for the Old Ceremony)    | 3:30 |
| 4.    | »Heart With No Companion« (s albuma Various Positions)         | 5:05 |
| 5.    | »That Don’t Make It Junk« (s albuma Ten New Songs)             | 4:21 |
| 6.    | »Waiting For The Miracle« (s albuma The Future)                | 7:59 |
| 7.    | »Avalanche« (s albuma Songs of Love and Hate)                  | 4:16 |
| 8.    | »Suzanne« (s albuma Songs of Leonard Cohen)                    | 3:40 |
| 9.    | »The Partisan« (s albuma Songs From a Room)                    | 5:17 |
| 10.   | »Famous Blue Raincoat« (s albuma Songs of Love and Hate)       | 5:22 |
| 11.   | »Hallelujah« (s albuma Various Positions)                      | 7:30 |
| 12.   | »Closing Time« (s albuma The Future)                           | 6:05 |
| 66:54 |                                                                |      |

## Vanjske poveznice
- Songs from the Road na Disogs
- BBC recenzija